# 霍門鎮區 (北達科他州博蒂諾縣)
霍門鎮區（英語：Homen Township）是位於美國北達科他州博蒂諾縣的一個鎮區。

## 地方資料
霍門鎮區的面積為115.30平方千米，當中陸地面積為100.24平方千米，而水域面積為15.06平方千米。根據2010年美國人口普查的數據，當地共有人口118人，而人口密度為每平方千米1.02人。